# Troisième ligne centre (rugby à XV)
Pour les articles homonymes, voir Numéro huit.
Troisième ligne centre, aussi appelé Numéro 8 (en anglais : Number eight) est un poste de rugby à XV. C'est un joueur faisant partie des avants dont il est un des éléments les plus importants sur le plan tactique. 

## Description du poste

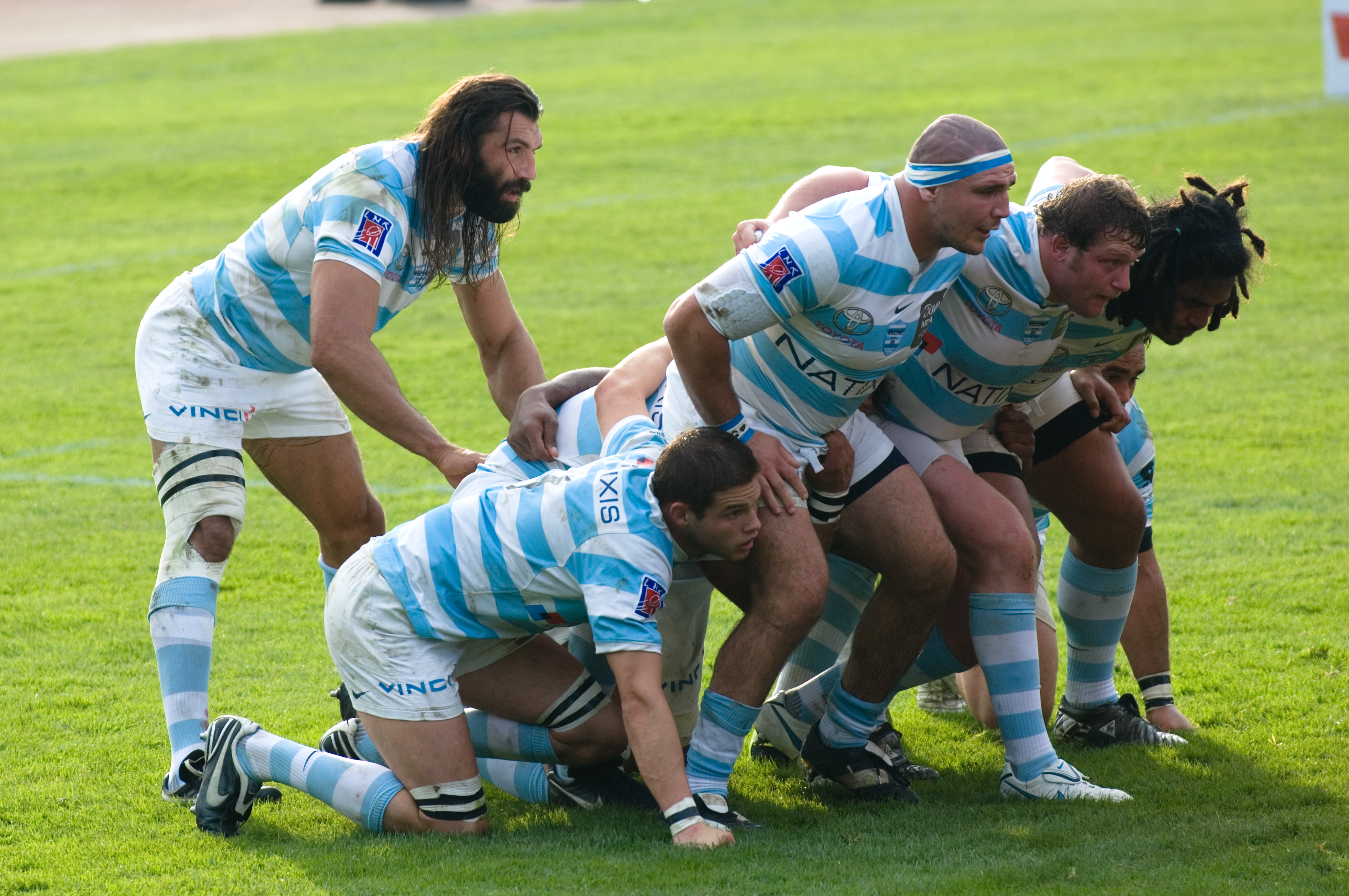
Le troisième ligne centre est en queue de mêlée et le dernier à se lier lors de la poussée.

Le poste de numéro 8 est le plus souvent tenu par un joueur d'expérience et de grande taille, possédant assez de recul et d'autorité pour orienter le travail de ses équipiers au cours des mêlées. Il existe plusieurs façons de jouer à ce poste suivant le reste des avants et le jeu que l'on veut produire. En effet, un cinq de devant (les joueurs de la première et de la seconde ligne) qui peine (récupération de ballons, conquête) apprécierait un joueur de plus en premier rideau défensif. Sinon, le 8 peut se permettre d'anticiper les déplacements adverses pour intervenir plus loin des phases de combat pur. 
Excellents plaqueurs, leurs interventions sont redoutées. Ainsi certains joueurs peuvent être amenés à chercher à plaquer ou contrer immédiatement le demi d'ouverture pour tuer l'attaque dès son lancement. Il peut aussi former ce que l'on appelle le troisième rideau défensif, en se plaçant de manière à récupérer les ballons tapés au pied par l'adversaire, et ainsi participer à l'offensive au milieu des trois-quarts où sa puissance peut permettre de créer des brèches dans la défense adverse. Cette polyvalence requiert ainsi à ce poste une certaine technicité dans la manipulation du ballon, tant sur le plan défensif (réception des ballons tapés au pied par l'adversaire) qu'offensif (jeu de passe, voire jeu au pied en cas de besoin). Par ailleurs, dans le rugby professionnel, les numéro 8 puissants arrivant à eux seuls à passer la ligne d'avantage en résistant à des plaquages sont particulièrement appréciés également. Si le joueur n'a pas la puissance physique pour réaliser cela, une présence efficace en touche peut néanmoins s'avérer très intéressante pour conquérir des ballons,.

## Joueurs emblématiques
Voici une liste de joueurs et de joueuses ayant marqué leur poste, membres du temple de la renommée World Rugby ou élus meilleurs joueurs du monde World Rugby :
- Liza Burgess
- Gill Burns (en)
- Lawrence Dallaglio
- Mervyn Davies
- Jim Greenwood (en)
- John Kendall-Carpenter
- Brian Lochore
- Morné du Plessis
- Hennie Muller
- Kieran Read
- Diego Ormaechea